# Gobemouche gris
Muscicapa striata
Espèce
Statut de conservation UICN

 LC  : Préoccupation mineure
Le Gobemouche gris (Muscicapa striata) est une petite espèce d'oiseaux appartenant à la famille des muscicapidés.

## Description
Le gobemouche gris est un petit passereau mesurant entre 13,5 et 14,5 cm et pesant entre 11 et 22 g. Il est gris-brun sur le dessus, avec un front plus clair. Il possède des stries brun sombre sur le dessus de la tête, du front à la nuque. Ses parties inférieures sont blanchâtres, avec du gris sur la poitrine, les flancs et les cuisses. Il est également strié de gris-brun sur sa gorge et sa poitrine. Son bec pointu est brun-noir, avec une base de la mâchoire inférieure légèrement rosée. Ses pattes sont brun-noir et son iris brun-olive sombre, avec l'œil légèrement cerclé de blanc. Sa queue est plutôt longue, légèrement fourchue et plus claire sur les bords,. Les deux sexes sont identiques. Les jeunes sont plutôt tachetés que les adultes. 

### Vocalisations
Le chant du gobemouche gris est constitué d'une séquence de notes très aiguës, entre une et deux syllabes, entrecoupées de trilles comme "sip-sip-sree… sree-ti-sree-sip… " ou "sip-sip-see-sitti-se-see".
Il émet également des appels comme un "seep", "chirrt" ou "tek-tek" ; lorsqu'il est effrayé, il peut émettre un "tsee-tec" ou un "ch-r-r-r-r-rer" roulé,.

## Écologie et comportement

### Alimentation
Le gobemouche gris se nourrit d’insectes volants, principalement des diptères et des ⁣⁣hyménoptères⁣⁣, mais aussi des lépidoptères, coléoptères et une large variété d'autres invertébrés (y compris non-volants). Il possède une technique de chasse bien particulière : il chasse les insectes en vol depuis un perchoir dominant son territoire. Les insectes sont donc chassés à proximité immédiate des arbres, ce qui explique la nécessité d’avoir des perchoirs dégagés sur son territoire. Il peut parfois attraper ses proies au sol ou sur l'écorce ou les feuilles des arbres. Il est capable de retirer les dards des abeilles et des guêpes en les frottant et les frappant contre son perchoir.
Il peut également se nourrir de petits fruits et de baies, comme celles du sureau, des ronces ou de bourdaine par exemple.

### Reproduction

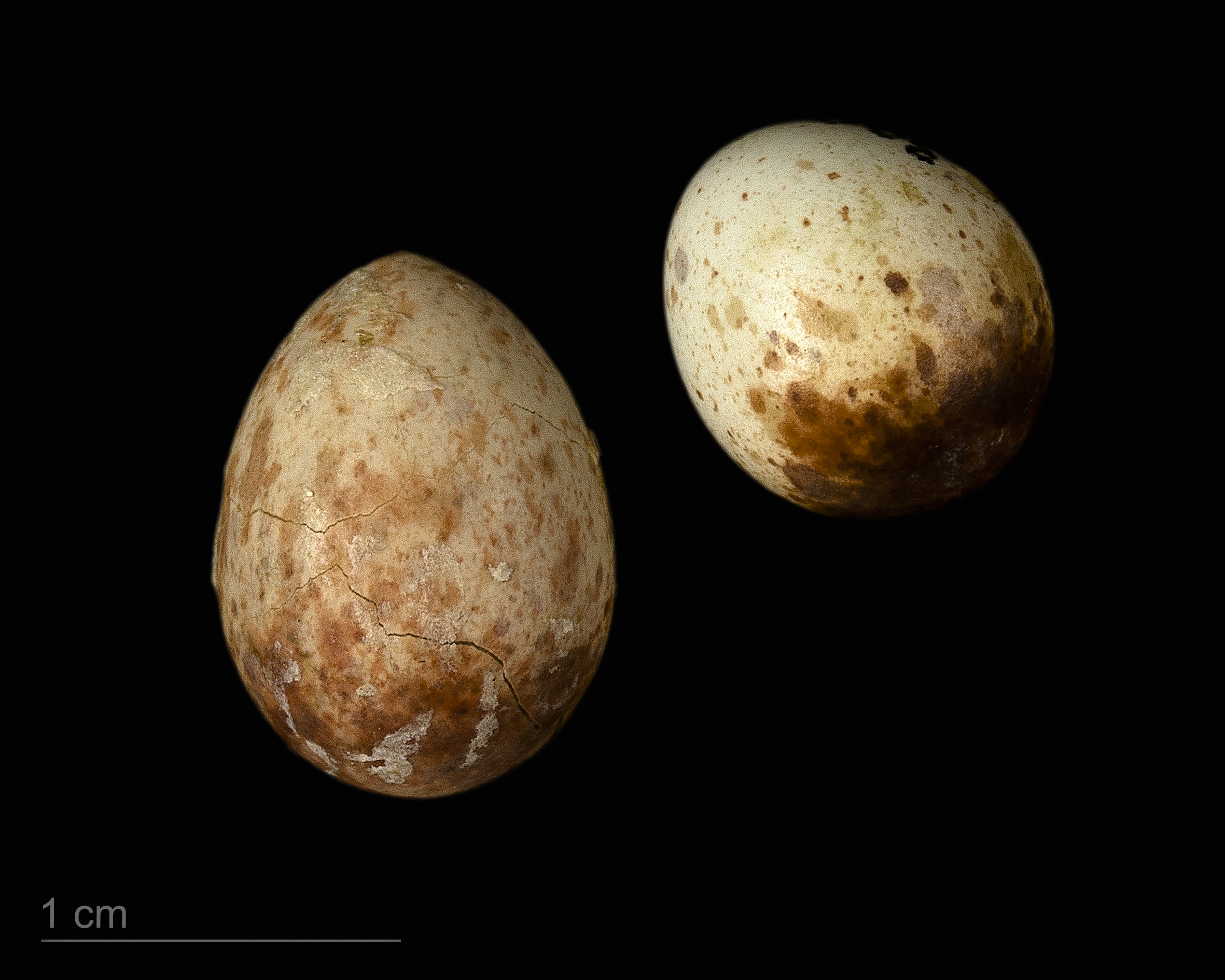
Oeufs de Muscicapa striata striata - Muséum de Toulouse

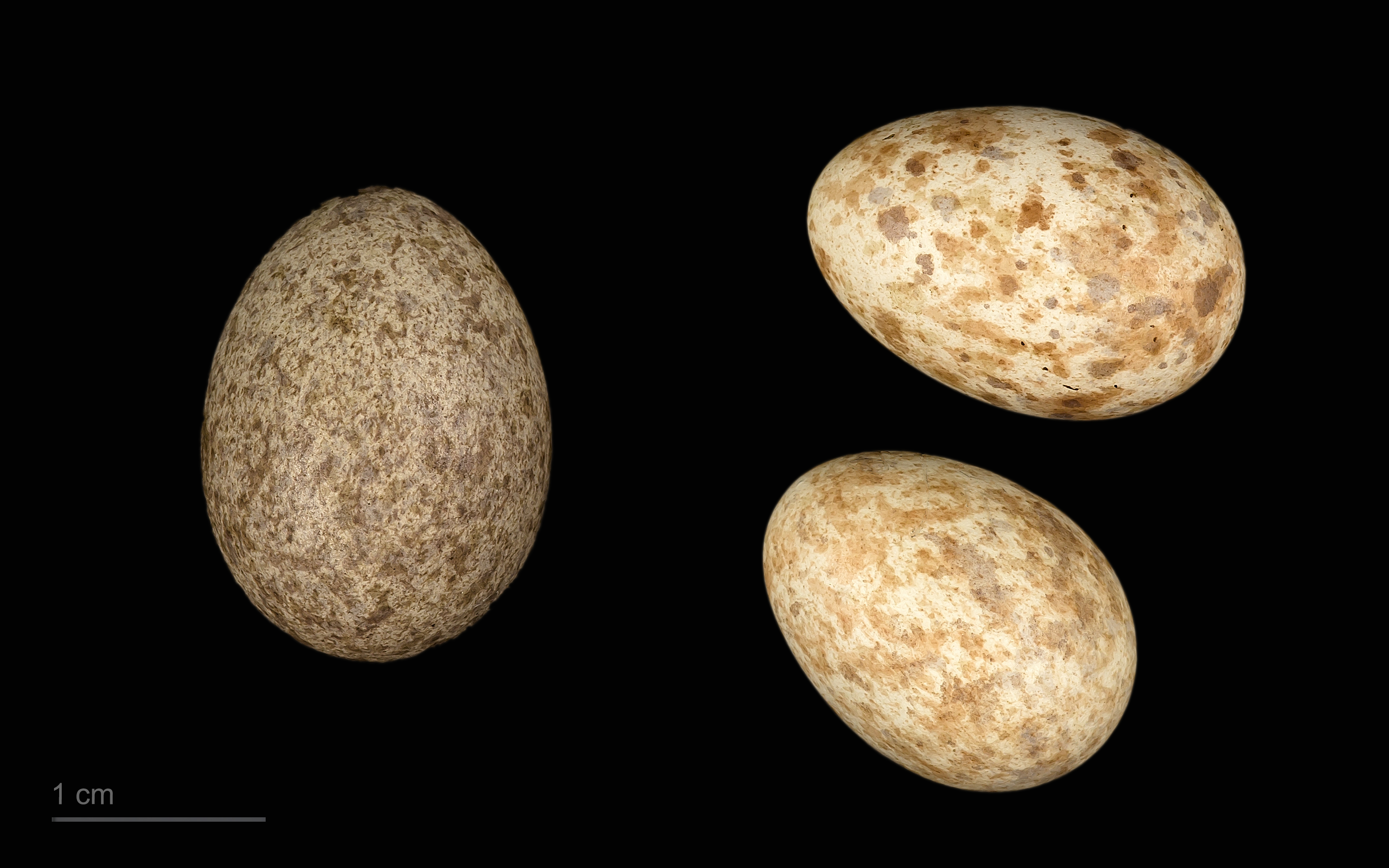
Œuf de Cuculus canorus canorus dans une couvée de Muscicapa striata - Muséum de Toulouse

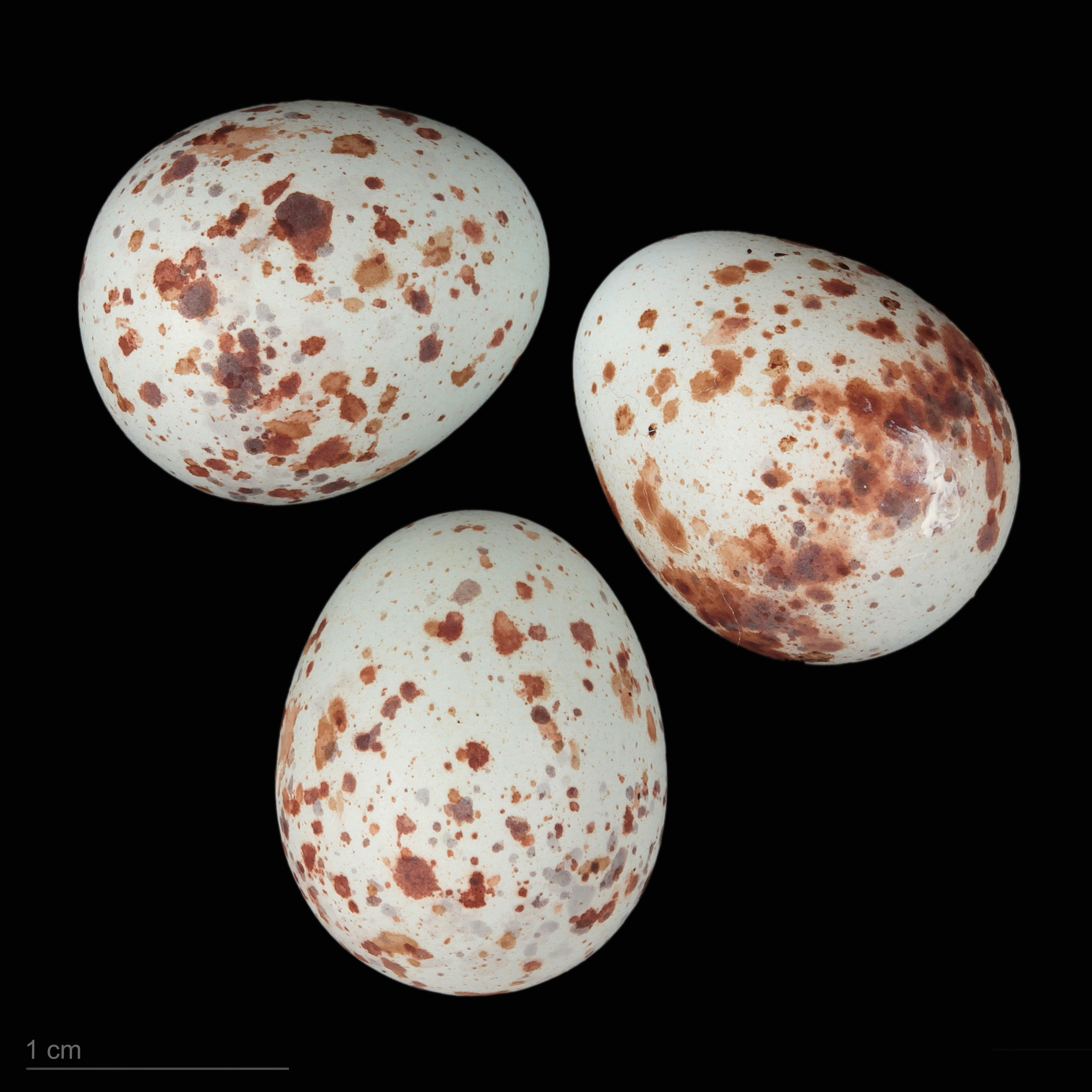
Oeufs de Muscicapa striata tyrrhenica - Muséum de Toulouse

La période de reproduction a lieu de mi-mai à mi-août en Europe, plus tôt en Afrique et en Asie. Le gobemouche gris est généralement monogame, bien que des cas de bigamie aient été observés. Il est territorial et solitaire durant la reproduction.
Son nid est un bol de fines brindilles, de racines, de feuilles mortes, d'écorce ou d'herbes sèches, doublé de poils et de plumes. Il est situé dans un arbre, occasionnellement dans une anfractuosité murale et est situé à une hauteur très variable (entre 1 et 15 m, mais généralement bas). Le nid est peu élaboré, rapidement construit en 2 à 6 jours. Les deux sexes participent à sa construction. L’ouverture de la cavité doit être assez large, ce qui explique que les nichées de gobe-mouches sont souvent détruites par les corvidés, les rongeurs et les pics[réf. nécessaire]. Ils effectuent habituellement deux nichées.
La couvée comporte entre 2 et 7 œufs allant du beige au gris-verdâtre, tachetés de brun-rouge et de gris violacé. Ils sont pondus au rythme d'un par jour. Seule la femelle couve, pour une durée entre 10 et 17 jours. Les jeunes sont nourris par les deux parents ; ils sont capables de quitter le nid entre 12 et 17 jours après l'éclosion.

### Prédation
Les nids du gobemouche gris sont principalement victimes d'autres oiseaux ; en particulier, le geai des chênes est responsable de la plupart des attaques ; le pic épeiche, la buse variable, l'épervier d'Europe et le choucas des tours ont également été observés s'attaquant à son nid. Le chat domestique est aussi un prédateur des jeunes gobemouches.

## Répartition et habitat

### Répartition
Le gobemouche gris est un résident de l'Ancien Monde, couvrant l'entièreté de l'Europe, à l'exception de l'extrême nord et de l'Islande. On le retrouve également dans le nord du Maghreb, dans certaines régions d'Asie centrale, dans quelques zones du Moyen-Orient, ainsi qu'une large partie de la Russie, du nord du Kazakhstan et de la Mongolie.
Sa zone d'hivernage s'étend sur la quasi-totalité de l'Afrique subsaharienne, excepté les parties les plus au nord, la corne de l'Afrique et Madagascar.

### Migration

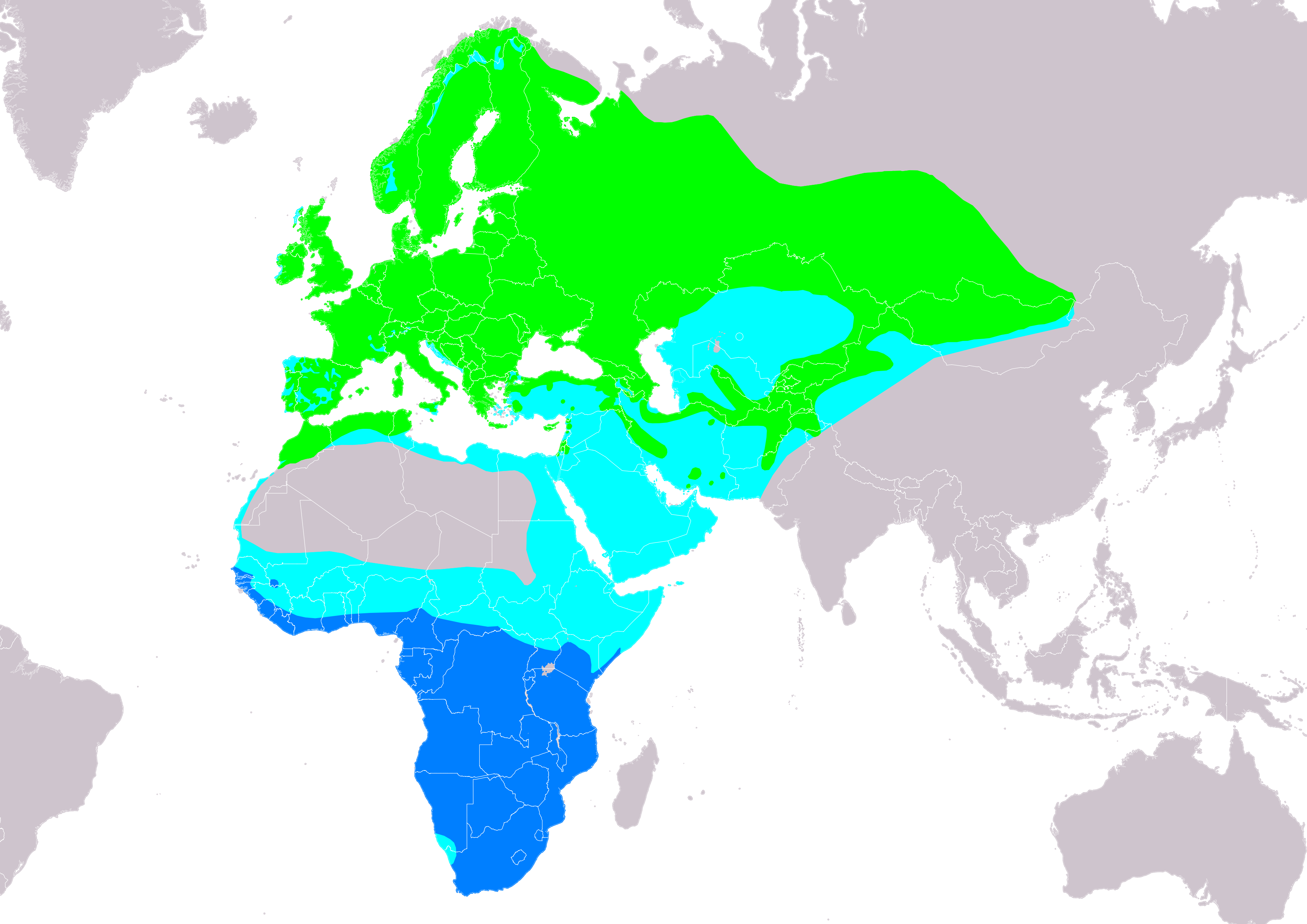
Vert : zone de reproduction
Bleu clair : zone migratoire
Bleu foncé : zone d'hivernage

L’alimentation des gobemouches en fait des oiseaux nécessairement migrateurs. Grands migrateurs nocturnes, ils entament leur migration à partir d’août jusqu’à mi-octobre pour rejoindre leurs quartiers d’hiver en Afrique subsaharienne. Ils repartent de leur zone d'hivernage à partir de la fin février, revenant dans leur aire de reproduction aux alentours de mai. 
Il n'effectue pas sa migration d'une traite, mais progresse plus graduellement. Les sécheresses des dernières décennies au Sahel et la désertification grandissante provoquent une mortalité très élevée des oiseaux lors des migrations[réf. nécessaire].

### Habitat

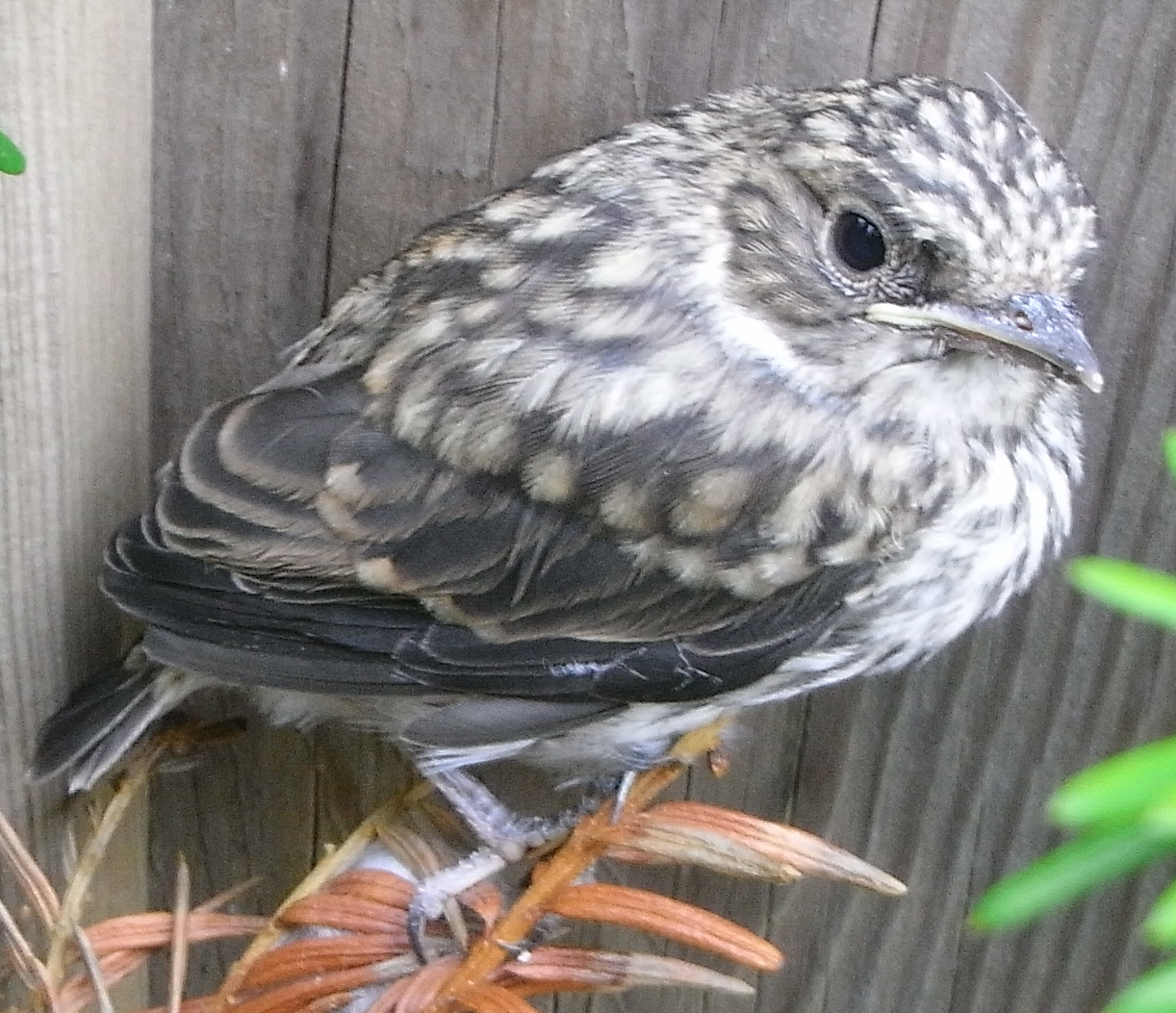
Juvénile

Le gobemouche gris peut vivre dans pratiquement n'importe quelle zone boisée où les arbres sont bien espacés, et où il peut facilement trouver un perchoir. Il préfère les grands arbres suffisamment matures et peut vivre aussi bien dans des feuillus que des conifères. On le trouve fréquemment dans des clairières, à la lisière des forêts ou dans les ripisylves. Il est aussi capable de s'adapter aux milieux modifiés par l'homme, aussi bien des avenues ou des parcs que des jardins ou des vergers.
Dans sa zone d'hivernage, il occupe des habitats similaires, incluant par exemple les savanes d'acacias ou le miombo. 
On le retrouve jusqu'à une altitude de 2 000 m dans sa zone de reproduction, et jusqu'à 3 000 m dans sa zone d'hivernage.

## Systématique
Le gobemouche gris a été décrit pour la première fois par Peter Simon Pallas en 1764, sous le nom latin Motacilla striata. Le nom du genre Muscicapa vient du latin musca, signifiant "mouche", et de capere, "prendre, attraper". Le nom de l'espèce striata vient de striatus, "strié". On dénombre actuellement sept sous-espèces de gobemouche gris,:
| Sous-espèces              | Sous-espèces      | Sous-espèces                                  | Sous-espèces |
| ------------------------- | ----------------- | --------------------------------------------- | --- |
| Sous-espèce               | Découvreur        | Localisation                                  | Commentaire |
| Muscicapa striata striata | Pallas, 1764      | Europe, Afrique du Nord                       | La sous-espèce nominale. |
| M. s. balearica           | von Jordans, 1913 | Îles Baléares                                 | Plus pâle et plus terne que M. s. striata, avec des stries moins marquée. Sous-espèce la plus petite. Ailes un peu plus arrondies, queue plus longue, bec plus plat. |
| M. s. tyrrhenica          | Schiebel, 1910    | Corse, Sardaigne, côte ouest de l'Italie      | Très proche de M. s. striata, légèrement plus petite et plus brune.                                                                                                  |
| M. s. inexpectata         | Dementiev, 1932   | Crimée                                        | Plus sombre que M. s. striata, dessus plus brun, stries inférieures plus marquées. Décrite à partir de seulement 4 spécimens, existence douteuse.                    |
| M. s. neumanni            | Poche, 1904       | Moyen-Orient, Chypre, Caucase, Sibérie        | Plus pâle et grise sur le dessus que M. s. striata, front et couronne plus pâle avec des stries plus marquée. Dessous également plus pâle.                           |
| M. s. sarudnyi            | Snigirewski, 1928 | Entre l'est de l'Iran et le Pakistan          | Très proche de M. s. neumanni, très légèrement plus claire et couleur sable.                                                                                         |
| M. s. mongola             | Portenko, 1955    | Entre les montagnes de l'Altaï et la Mongolie | Très semblable à M. s. sardunyi, en plus gris. |

Une étude phylogénétique réalisée en 2016 suggère que les deux sous-espèces M. s. balearica et M. s. tyrrhenica, plus éloignées génétiquement des autres sous-espèces, pourraient être considérées comme une espèce séparée ayant divergé du gobemouche gris il y a 1,1 million d'années. Le congrès ornithologique international reconnaît cette nouvelle espèce, baptisée gobemouche tyrrhénien, qui ne fait pas encore l'unanimité dans les références taxonomiques.

## Le gobemouche gris et l'humain

### Conservation
Le gobemouche gris est classé comme "préoccupation mineure" par l'UICN, en raison de sa large aire de répartition et sa grande population. On estime qu'il existe aux alentours de 7 750 000 couples de gobemouches gris en Europe, ce qui en fait le gobemouche le plus commun et répandu du paléarctique.
Un déclin est cependant observé dans les populations d'Europe du Nord et d'Europe centrale. Il pourrait être dû à une détérioration de son habitat, notamment par l'abattage de vieux arbres, et la disparition ou contamination d'insectes par des pesticides.